# Micrurus serranus
Micrurus serranus (високогірний кораловий аспід) — вид отруйних змій родини аспідових (Elapidae). Ендемік Болівії.

## Поширення і екологія
Високогірні коралові аспіди мешкають у міжандійських долинах в департаментах Кочабамба, Санта-Крус і Потосі. Вони живуть в підстилці сухих тропічних лісів Анд, трапляються в садах та серед скель. Зустрічаються на висоті від 1200 до 2750 м над рівнем моря.